# Olympische Sommerspiele 1980/Teilnehmer (Peru)
| Gelbes Symbol für Goldmedaillen mit stilisierten Olympischen Ringen | Graues Symbol für Silbermedaillen mit stilisierten Olympischen Ringen | Braundes Symbol für Bronzemedaillen mit stilisierten Olympischen Ringen |
| ------------------------------------------------------------------- | --------------------------------------------------------------------- | ----------------------------------------------------------------------- |
| —                                                                   | —                                                                     | —                                                                       |

Peru nahm an den Olympischen Sommerspielen 1980 in Moskau mit einer Delegation von 28 Athleten (14 Männer und 14 Frauen) an 26 Wettkämpfen in fünf Sportarten teil. Ein Medaillengewinn gelang keinem der Athleten.

## Teilnehmer nach Sportarten

### Leichtathletik
Männer
- José Luis Elias
100 m: im Vorlauf ausgeschieden

- Ronald Raborg
Weitsprung: 28. Platz

- Miro Ronac
Zehnkampf: Wettkampf nicht beendet

Frauen
- Carmela Bolivár
100 m: im Vorlauf ausgeschieden
200 m: im Vorlauf ausgeschieden

- Patricia Guerrero
Speerwurf: 20. Platz

### Ringen
- Carlos Hurtado
Bantamgewicht, Freistil: in der 3. Runde ausgeschieden

- Miguel Zambrano
Superschwergewicht, Freistil: in der 3. Runde ausgeschieden

### Schießen
- Pedro García juninor
Schnellfeuerpistole 25 m: 25. Platz

- Carlos Hora
Freie Pistole 50 m: 18. Platz

- Justo Moreno
Kleinkalibergewehr Dreistellungskampf 50 m: 28. Platz
Kleinkalibergewehr liegend 50 m: 42. Platz

- Oscar Caceres
Kleinkalibergewehr Dreistellungskampf 50 m: 30. Platz
Kleinkalibergewehr liegend 50 m: 38. Platz

- Francisco Boza
Trap: 32. Platz

- Juan Jorge Giha
Skeet: 25. Platz

- Walter Perón
Skeet: 40. Platz

### Schwimmen
Männer
- José María Larrañaga
400 m Freistil: im Vorlauf ausgeschieden
1500 m Freistil: im Vorlauf ausgeschieden

- Daniel Ayora
100 m Rücken: im Vorlauf ausgeschieden
200 m Rücken: im Vorlauf ausgeschieden

Frauen
- Celeste García
100 m Freistil: im Vorlauf ausgeschieden
200 m Freistil: im Vorlauf ausgeschieden
100 m Schmetterling: im Vorlauf ausgeschieden
200 m Schmetterling: im Vorlauf ausgeschieden

- María Pia Aroya
400 m Freistil: im Vorlauf ausgeschieden
100 m Brust: im Vorlauf ausgeschieden
400 m Lagen: im Vorlauf ausgeschieden

### Volleyball
- 6. Platz
Ana Cecilia Carrillo
Natalia Málaga
Aurora Heredia
Carmen Pimentel
Cecilia Tait
Gabriela Cárdeñas
Gina Torrealva
María Cecilia del Risco
Raquel Chumpitaz
Silvia León